# Джордж Кінг
Сер Джордж Кінг (англ. George King; 12 квітня 1840 — 12 лютого 1909) — британський ботанік.

## Біографія
Джордж Кінг народився 12 квітня 1840 року у місті Пітергед, Шотландія. У 1865 році закінчив Абердинський університет.
У 1871 році був призначений суперінтендантом (доглядачем) Королівського ботанічного саду у Калькутті. З 1890 року — перший директор Ботанічної служби Індії.
У 1901 році Джордж Кінг був нагороджений медаллю Ліннея.
Серед рослин, описаних Кінгом, можна відзначити ліану з роду Фікус, яка зустрічається у Новій Гвінеї та на півночі Австралії — Ficus pantoniana
.
Помер Джордж Кінг 12 лютого 1909 року в італійському місті Санремо.

## Почесті
На честь Джорджа Кінга названо один з видів бегонії — Begonia kingiana Irmsch. (1929)

## Наукові праці
- King, George (1887). Part 2. Natural history. // Journal of the Asiatic Society of Bengal 55 (2): 407.
- King G., Pantling R. (1898). The Orchids of the Sikkim-Himalaya.